# Dorisc
Dorisc (grec antic: Δορίσκος o Δωρίσκος, Doriskos) va ser un establiment costaner de Tràcia a la plana occidental del riu Hebros, plana sovint anomenada de Dorisc. Avui és una vila d'uns 500 habitants de la regió de Macedònia oriental i Tràcia, prefectura d'Evros, província d'Alexandrúpoli.
Al segle vi, durant l'expedició de Darios I el Gran de Pèrsia, els perses la van ocupar i fortificar, cap a l'any 512 aC. Durant la invasió de Xerxes II de Pèrsia el rei persa va revistar les seves forces a la plana de Dorisc abans d'iniciar la marxa cap a Grècia. Sembla que mai no va ser una ciutat, i en temps de Titus Livi, segons diu, era un castellum. També en parla Plini el Vell.